# Stárets
Un stárets (vocablo ruso стáрец [starets], pl стáрцы [startsy], f стáрица [stáritsa]) es una persona que desempeña su función como consejero y maestro en monasterios ortodoxos. Los startsy son guías espirituales cuya sabiduría se remonta tanto a la experiencia, como a la intuición. Se cree que a través de la práctica del ascetismo y una vida virtuosa, el Espíritu Santo provee de dones especiales a los startsy, incluyendo la habilidad de curar, realizar profecías y proveer una guía y dirección espiritual efectiva. Los startsy son tomados por los creyentes como un ejemplo de santa virtud, fe incondicional y paz espiritual. Ese nombre lo obtienen cuando el pueblo, tanto laicos como clérigos, comienza a reconocer y venerarlos como tales, observando su fuerza y pureza espirituales.
Los startsy, que se creía tenían la habilidad de percibir los secretos del penitente antes de haberlo conocido, eran empleados como confesores a pesar de que no todos obtenían el rango de sacerdote. Los penitentes solían visitar a los startsy, cuando estos no se encontraban recluidos voluntariamente, para conversar con ellos, solicitar favores curativos o bendiciones (se creía que las bendiciones de un stárets, así como sus plegarias, eran particularmente efectivas), confesarse o rezar bajo su guía. 
En algunos casos, la figura del stárets poseía una autoridad ilimitada en el terreno religioso, dado que cuando un penitente se sometía voluntariamente a ellos en la búsqueda de la bienaventuranza y la verdad, las obligaciones que le eran impuestas sólo podían ser retiradas por el stárets que las estableciera.

## Historia
La institución se remonta a los comienzos del cristianismo monástico a principios del siglo IV. El término griego original geron fue traducido al ruso como starets, vocablo derivado del adjetivo eslavo para viejo.
Sergio de Rádonezh y Nil Sorski fueron dos de los más venerados startsy de la vieja Moscovia.
Los startsy desaparecieron de Rusia luego de la Caída de Constantinopla y con la interrupción de las relaciones seculares con Oriente[cita requerida]. Su restablecimiento en Rusia se produjo gracias al impulso de Paísio Velichkovski (1722-94) y de uno de sus acólitos. Velichkovsky tradujo al ruso la Filocalia, colección de textos de carácter místico. 

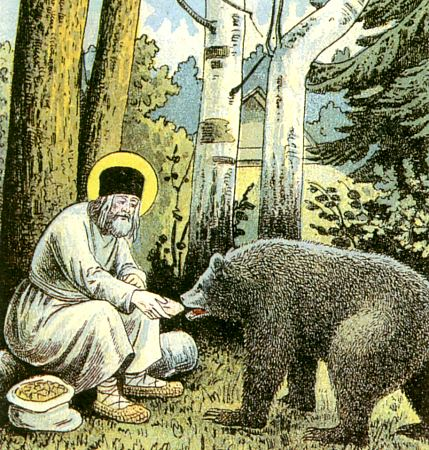
San Serafín de Sarov y un oso

El stárets más famoso a principios de siglo XIX fue Serafín de Sarov (1759-1833), quien se convirtió en uno de los más venerados santos de la iglesia ortodoxa rusa.

## Influencia de los Startsy
El monasterio masculino Óptina Pústyñ cerca de Kozelsk solía ser celebrado por sus startsy. Escritores como Nikolái Gógol, Alekséi Jomyakov, León Tolstói, y Konstantín Leóntyev pidieron consejos de startsy del monasterio. 
Asimismo, el personaje Zosima (Зосима) en la obra maestra del novelista ruso Fiódor Dostoyevski, Los hermanos Karamázov, fue creado sobre la base de los startsy. 
Grigori Rasputin era denominado stárets por sus seguidores, aun cuando en general no era aceptado como tal. 
Un ejemplo moderno de stárets es el archimandrita Ioán Krestiankin (1910-2006) del monasterio Pskovo-Pecherski, quien fue reconocido como tal por muchos ortodoxos en Rusia. 
El concepto de stárets puede ser familiar para muchos lectores occidentales debido a Franny y Zooey, novela escrita por Jerome David Salinger y a Los hermanos Karamázov escrita por Fiódor Dostoyevski.

- Datos: Q761741